# Sofja Gdaljewna Belkina
Sofja Gdaljewna Belkina (russisch Софья Гдальевна Белкина; * 12. Dezemberjul. / 25. Dezember 1908greg. in Schurawitschy; † 26. Dezember 1989 in Tjumen) war eine sowjetische Geologin.

## Leben
Belkina begann 1924 in der Moskauer Textilfabrik Krasny Textilschtschik zu arbeiten. Sie studierte dann am Moskauer Gubkin-Institut für Erdöl mit Abschluss 1935.
Nach dem Studium arbeitete Belkina als Geologin in Erdöl-Prospektionsunternehmen in Grosny, Baku und Nefttschala. 1941–1949 war sie gewähltes Mitglied des Nefttschala-Rajonkomitees der KPdSU. Ab 1949 leitete sie eine Prospektionsgruppe des Erdöl-Trusts Kusnezkneftegeologija in Pensa.
1953–1963 war Belkina Senior-Geologin der Tjumener Bohrgruppe und leitete die Geologie-Abteilung der Tjumener Geologie-Verwaltung.
Belkina wirkte bei der Auswertung der geologischen  Befunde in der Oblast Tjumen mit und war beteiligt an den Entdeckungen der Erdöl- und Erdgas-Lagerstätten Schaim bei Meschduretschenski, Berjosowo, Megion, Ust-Balyk u. a. in Westsibirien.
Nach Belkina wurde eine Art einer Unterklasse der Foraminiferen im Oberjura Westsibiriens benannt.

## Ehrungen, Preise
- Medaille „Für Verteidigung des Kaukasus“ (1945)[1]
- Medaille „Für heldenmütige Arbeit im Großen Vaterländischen Krieg 1941–1945“ (1945)[1]
- Medaille „Für heldenmütige Arbeit“ (1952)[1]
- Leninpreis im Bereich Technik (1964 zusammen mit Wladimir Wladimirowitsch Ansimow, Michail Kalinnikowitsch Korowin postum, Alexander Grigorjewitsch Bystrizki, Lew Iwanowitsch Rownin, Boris Wlassowitsch Saweljew, Lew Grigorjewitsch Zibulin, Raul-Juri Georgijewitsch Ervier, Albert Grigorjewitsch Judin, Wladimir Panteleimonowitsch Kasarinow, Nikolai Nikititsch Rostowzew, Wassili Dmitrijewitsch Naliwkin und Tatjana Iwanowna Ossyko für die perspektivische Erforschung der Erdöl-Vorkommen des Westsibirischen Tieflands und Entdeckung des ersten westsibirischen Erdgas-Vorkommens im Berjosowo-Rajon)[1]
- Medaille „Für Erdölprospektion und Entwicklung des Erdölkomplexes Westsibiriens“ (1978)[1]